# Miomantis prasina
Miomantis prasina es una especie de mantis de la familia Mantidae.

## Distribución geográfica
Se encuentra en la Provincia del Cabo (Sudáfrica).